# Абеак
Абеак (грец. Ἀβέακος) — династ сіраків Пн. Кавказу та Прикубання у сер. І ст. до н. е. (за часів Фарнака, 63-47 рр.), спільник понтійських царів у їхніх війнах з Римом. Згаданий Страбоном з вказівкою кількості вершників, які у разі потреби сіраки могли виставити. 
| З повною підставою передбачається, що це вербування пов'язане з приготуванням в 50-49 рр.. сина Мітрідата Євпатора до боротьби проти Риму.[2] |
Етимологія антропоніму:
грец. Ἀβέακος < сарм. *abaiaka < укр. безстрашний.